# Mette Egtoft Jensen
Mette Egtoft Jensen (født 15. februar 2001 i Aalborg) er en cykelrytter fra Danmark, der senest kørte for Lotto Ladies.

## Karriere
Egtoft Jensen er født i Aalborg, og mens hun gik på Gug Skole begyndte hun i 2012 at dyrke cykelsport hos Aalborg Cykle-Ring. Hun er datter af tidligere DCU-formand Henrik Jess Jensen.

### Team Rytger
I september 2017 kørte Mette Egtoft sine første juniorløb for det sjællandske talenthold Team Rytger. Det skete i Give hvor hun to dage i træk vandt to løb.
Egtoft har vundet to gange sølv ved danmarksmesterskaberne i enkeltstart for juniorer. I 2018 vandt hun sølv ved DM i linjeløb. Derudover har hun repræsenteret det danske juniorlandshold ved verdensmesterskaberne i 2018 og 2019.

### ILLI Bikes Cycling Team
Fra 1. januar 2020 skiftede hun Team Rytger ud med det belgiske hold ILLI Bikes Cycling Team. Her blev hun holdkammerat med de danske ryttere Trine Schmidt og Louise Norman Hansen.
Ved DM i landevejscykling 2020 kom hun på syvendepladsen i enkeltstart for eliteryttere. Få dage efter deltog hun i Brabantse Pijl Dames Gooik.
I 2021 registrerede Mette Egtoft sig selv på danske startlister som repræsentant for ILLI Bikes, som havde skiftet navn til Rupelcleaning-Champion lubricants. Dette skete selvom holdet ikke angav hende som rytter på deres hold.